# 衝撃試験
衝撃試験（しょうげきしけん）とは、材料（試料）に衝撃的に力が加わるときの抵抗、すなわち材料のねばり強さ（靱性）、もろさ（脆性）を判定するために行われる材料試験。負荷される荷重の種類から引張、圧縮、曲げ、ねじりなどに分類される。

## 試験
- アイゾット衝撃試験（Izod impact strength test）

JIS K 7110は，ISO 180 1993, Plastics−Determination of Izod impact strengthを基礎として用いた試験である。
その他、テスト規格：ASTM D256
- シャルピー衝撃試験（Charpy impact test）

JIS K7111-1は、2010 年に第 2 版として発行された ISO 179-1 を基とし，技術的内容を変更して作成した日本工業規格である。
その他のテスト規格：ASTM D6110
- プラスチック−引張衝撃強さの試験方法

JIS K 7160:1996
ASTM D1822
- デュポン式落下衝撃試験
- ダートインパクト試験

- その他

JIS R 3206 ガラスの落球衝撃破壊強さ）
JIS A 1408 建築用ボード類の曲げ及び衝撃試験方法
JIS C 60068-2-27   環境試験方法−電気・電子−衝撃試験方法
JIS C 60068-2-81   環境試験方法−電気・電子−第 2-81 部：衝撃応答スペクトル合成による衝撃試験 方法